# Доми, Макс
Максвелл Джон Доми (англ. Maxwell John Domi; 2 марта 1995, Виннипег, Манитоба, Канада) — профессиональный канадский хоккеист, выступающий на позиции нападающего за клуб Национальной хоккейной лиги «Торонто Мэйпл Лифс». Чемпион мира 2016 года.

## Карьера

### Юниорская
На драфте 2011 года был выбран под общим 8-м номером клубом OHL «Кингстон Фронтенакс», впоследствии был обменян в «Лондон Найтс». В своём дебютном матче в OHL 23 сентября 2011 года, забил три шайбы в ворота «Сагино Спирит» и ещё отдал одну передачу. По итогам сезона стал чемпионом OHL и финалистом Мемориального кубка. Всего в OHL провёл четыре сезона, в которых сыграл 244 матча, набрав 331 (126+205) очко.

### Профессиональная
На драфте НХЛ 2013 был выбран в 1-м раунде под общим 12-м номером клубом «Финикс Койотис». 14 июля 2013 года подписал с «Финиксом» контракт новичка. Дебютировал в НХЛ 9 октября 2015 года, в матче против «Лос-Анджелес Кингз», в котором набрал свои первые очки, забив гол и отдав результативную передачу. 12 января 2016 года оформил свой первый хет-трик в НХЛ, забив три шайбы в ворота «Эдмонтон Ойлерз».
В июне 2018 года был обменян в «Монреаль Канадиенс» на Алекса Гальченюка и подписал с «Канадцами» 2-летний контракт с окладом $ 3,15 млн в год.
6 октября 2020 года был обменян вместе с правом выбора в третьем раунде драфта НХЛ 2020 года в «Коламбус Блю Джекетс» на нападающего Джоша Андерсона, а на следующий день подписал с «Коламбусом» двухлетний контракт на сумму $ 10,6 млн.
21 марта 2022 года в результате трёхстороннего обмена перешёл в клуб «Каролина Харрикейнз»
13 июля 2022 года подписал годичный контракт с «Чикаго Блэкхокс», а 2 марта 2023 года игрок был обменян в «Даллас Старз».

### Международная
На международном уровне выступает за сборную Канады. В 2012 году стал победителем Мемориала Глинки. В 2015 в составе молодёжной сборной выиграл домашний чемпионат мира для игроков не старше 20 лет. В составе основной сборной стал чемпионом мира 2016 года.

## Личная жизнь
Макс Доми является сыном бывшего профессионального хоккеиста-тафгая Тая Доми, который провёл 1020 матчей в НХЛ, в которых набрал более 3500 минут штрафа. Любимым клубом Макса является «Торонто Мейпл Лифс», за который его отец провёл бо́льшую часть своей карьеры, а кумирами игрока являются нападающие Бобби Кларк и Матс Сундин.
В двенадцатилетнем возрасте у Макса Доми был диагностирован сахарный диабет 1-го типа. Для лечения диабета использует инсулиновую помпу, а во время матчей сдаёт по пять анализов на уровень глюкозы, по одному в ходе каждого периода и в перерывах.
Игровой номер 16 носил в честь своего кумира Бобби Кларка, который также страдает диабетом с детства. После перехода в «Монреаль Канадиенс» где 16-й номер навечно закреплён за Анри Ришаром и Элмер Лаком, Доми выступал по номером 13, в честь кумира детства Матса Сундина.

## Статистика
| Легенда | Легенда                    | Легенда | Легенда                   | Легенда | Легенда    |
| ------- | -------------------------- | ------- | ------------------------- | ------- | ---------- |
| И       | Количество проведённых игр | Штр     | Штрафное время            | +/−     | Плюс-минус |
| Г       | Голы                       | П       | Голевые передачи          | О       | Очки       |
| -       | Статистика неизвестна      | —       | Статистика не учитывалась |         |            |